# Júnior Negrão
Gleidionor Figueiredo Pinto Júnior, auch bekannt unter Junior Negrão oder Pinto Júnior (* 30. Dezember 1986 in Salvador), ist ein brasilianischer Fußballspieler.

## Karriere
Das Fußballspielen erlernte Junior Negrão in der Jugendmannschaft von Nacional FC (AM) aus Manaus. Hier unterschrieb er 2006 auch seinen ersten Vertrag. Über Corinthians São Paulo (2007–2008) wechselte er 2008 zu Tombense FC und unterschrieb dort einen 7-Jahres-Vertrag. Hier wurde er an verschiedene brasilianische Vereine, u. a. Madureira EC (2008), CRA Catalano (2008–2009), ABC FC (2008–2009), Figueirense FC (2009–2010), Guarani FC (2011–2012), América FC (RN) (2012–2013), América Mineiro (2013–2014), Oeste FC (2014–2015) sowie an die europäischen Vereine Belenenses Lissabon (2008), Beerschot AC (2010–2011) und FC Lausanne-Sport (2011–2012) ausgeliehen. Nach Ende der Vertragslaufzeit wechselte er nach Asien und unterschrieb einen Vertrag in Thailand beim Erstligisten Muangthong United. Hier wurde er jedoch nicht eingesetzt. Er wurde die Saison 2016 an den Ligakonkurrenten Pattaya United nach Pattaya ausgeliehen. Nach einem Jahr wechselte er 2017 nach Südkorea und schloss sich Daegu FC, einem K-League-1-Verein aus Daegu, an. 2018 wechselte er zum Ligakonkurrenten Ulsan Hyundai aus Ulsan. 2019 und 2020 feierte er mit Ulsan die Vizemeisterschaft. 2020 wurde er mit 26 Toren Torschützenkönig. Am 19. Dezember 2020 stand er mit dem Verein im Endspiel der AFC Champions League. Hier besiegte man den iranischen Vertreter durch zwei Tore von Júnior Negrão FC Persepolis mit 2:1. Nach 94 Erstligaspielen und 67 geschossenen Toren wechselte er 2021 nach China. Hier schloss er sich dem Erstligaaufsteiger Changchun Yatai aus Changchun an. Am Ende der Saison wurde er mit 14 Toren Torschützenkönig der Liga. Nach insgesamt 37 Ligaspielen und 23 geschossenen Toren wechselte er im April 2023 zum chinesischen Zweitligisten Sichuan Jiuniu FC.

## Erfolge
Ulsan Hyundai
- K League 1

Vizemeister: 2019, 2020
- Korean FA Cup

Finalist: 2018, 2020
- AFC Champions League: 2020

América FC
- Staatsmeisterschaft von Rio Grande do Norte

2. Platz: 2013

## Auszeichnungen
K League 1
- Torschützenkönig: 2020 (Ulsan Hyundai/26 Tore)
- Mannschaft des Jahres: 2018, 2019, 2020

Chinese Super League
- Torschützenkönig: 2021 (Changchun Yatai/14 Tore)